# Laurențiu Roșu
Laurențiu Dumitru Roșu (Iași, 26 ottobre 1975) è un ex calciatore rumeno, di ruolo centrocampista.
Il 25 marzo 2008 è stato insignito dal Presidente della Romania, Traian Băsescu, per essersi qualificato per Euro 2008 con la Medaglia "Meritul Sportiv" (Medaglia al Merito Sportivo).

## Carriera

### Club
Rosu ha iniziato la sua carriera professionale nella squadra locale, la Politehnica Iasi. Non ancora diciottenne si trasferisce alla Steaua București, dove gioca per sette anni, conquistando cinque campionati nazionali, tre Coppe di Romania e tre Supercoppe di Romania.

### Nazionale
Ha fatto il suo debutto nella Nazionale di calcio della Romania il 10 ottobre 1998 contro il Portogallo, in una partita di qualificazione ad Euro 2000.
Ha giocato 38 partite internazionali andando a segno 5 volte. Tra i suoi gol fu fondamentale quello contro la Bulgaria del 2 settembre 2006, che permise la qualificazione ad Euro 2008.

## Palmarès

### Club

#### Competizioni nazionali
- Campionato rumeno: 5

Steaua Bucarest: 1993-1994, 1994-1995, 1995-1996, 1996-1997, 1997-1998
- Coppa di Romania: 3

Steaua Bucarest: 1995-1996, 1996-1997, 1998-1999
- Supercoppa di Romania: 3

Steaua Bucarest: 1994, 1995, 1998
- Segunda Division: 1

Recreativo Huelva: 2005-2006